# Ostioneros de Guaymas
Para el equipo de baloncesto, véase Ostioneros de Guaymas (baloncesto).
Los Ostioneros de Guaymas fue un equipo de béisbol que participó en la Liga Mexicana del Pacífico, Liga Norte de México y Liga Norte de Sonora con sede en Guaymas, Sonora, México.

## Historia

### Inicios
Los Ostioneros son uno de los 4 equipos fundadores de la Liga de la Costa del Pacífico que actualmente se conoce como Liga Mexicana del Pacífico en 1945, y en este circuito permanecieron hasta la temporada de 1991.

### Actualidad
En la actualidad los Ostioneros se encuentran desaparecidos. Se habían considerado para participar de nueva cuenta en la Liga Norte de Sonora, pero al final esto no se concretó.

## Jugadores

### Jugadores destacados
- Vicente "Huevo" Romo
- Alfredo "Yaqui" Ríos Meza
- Luis "El Rayo" Arredondo.
- Joe Rogers.
- Yancarlo Angulo.
- José Torres.
- Fernando Pacheco.
- Erick Silva.
- Josué López.
- Joel Acevedo.
- Rafael Flores.
- José Cueto.
- Luis Nieblas.
- Moisés “El Cholo” Esquivel.
- Humberto Castro.
- Genaro Andrade.
- Francisco "El Chapo" Esparragoza.
- Julían "El Rayo" Laureán.
- Gilberto Villarreal Solís.
- Sergio "Africa" González.
- jose fabiruchis perez
- Mario Romero Ramirez